# Ortharbela minima
Ortharbela minima is een vlinder uit de familie van de Metarbelidae. De wetenschappelijke naam van de soort is voor het eerst gepubliceerd in 1920 door George Francis Hampson.
De soort komt voor in Malawi.